# Urancarbide
Urancarbide sind chemische Verbindungen zwischen Uran und Kohlenstoff, von denen mit UC2, U2C3 und UC drei Verbindungen bekannt sind.

## Eigenschaften
| Urancarbide        |                      |                       |                         |
| Name               | Urandicarbid         | Diurantricarbid       | Uranmonocarbid          |
| Andere Namen       | Uranacetylid         | Uransesquicarbid      | Uran(IV)-carbid         |
| Summenformel       | UC2                  | U2C3                  | UC                      |
| CAS-Nummer         | 12071-33-9           | 12076-62-9            | 12070-09-6              |
| PubChem            | 518487               |                       | 166603                  |
| Molare Masse       | 262,05 g·mol−1       | 512,09 g·mol−1        | 250,04 g·mol−1          |
| Aggregatzustand    | fest                 | fest                  | fest                    |
| Kurzbeschreibung   | hellgrauer Feststoff | schwarzer Feststoff   | grauschwarzer Feststoff |
| Schmelzpunkt       | 2375 °C              | ~1700 °C (Zersetzung) | ~2400 °C                |
| Siedepunkt         | 4370 °C              |                       |                         |
| Dichte             | 11,68 g·cm−3         | 12,7 g·cm−3           | 13,6 g·cm−3             |
| GHS- Kennzeichnung | \| \| \| \|Gefahr    | \| \| \| \|Gefahr     | \| \| \| \|Gefahr       |
| H- und P-Sätze     | 330‐300‐373‐411      | 330‐300‐373‐411       | 330‐300‐373‐411         |
| H- und P-Sätze     | ?                    |                       |                         |
| Gefahrensymbol     | Gefahrensymbol       | Gefahrensymbol        |                         |

Urancarbide zeigen zwar noch einen metallischen Charakter, unterscheiden sich jedoch in ihren Eigenschaften deutlich von den Carbiden der IV., V. und VI. Nebengruppe. So ist ihre Härte deutlich niedriger, sie sind pyrophor und werden von Wasser oder schwachen Säuren leicht hydrolysiert.
Urandicarbid liegt in Form einer hellgrauen, metallglänzenden kristallinen Masse vor. Es besitzt eine tetragonale Kristallstruktur mit der Raumgruppe I4/mmm (Raumgruppen-Nr. 139) und den Gitterparametern a = 352,7 pm und c = 600,2 pm. Diese Form existiert von Zimmertemperatur bis 1800 °C. Sie wandelt sich oberhalb von 1800 °C in eine kubische Form (a = 548,8 pm) um.
Diurantricarbid ist ein schwarzer, metallglänzender Feststoff mit kubischer Kristallstruktur und der Raumgruppe I43d (Nr. 220) und dem Gitterparameter a = 808,8 pm.
Uranmonocarbid liegt in Form einer grauschwarzen, kristallinen Masse mit metallisch glänzenden Oberflächen vor. Diese besitzt eine Kristallstruktur vom Natriumchlorid-Typ mit Homogenitätsgebiet (a = 495,9 bis 496,1 pm). Die Verbindung reagiert mit Sauerstoff und geschmolzenem Beryllium, Nickel, Zirconium und Silicium.

## Darstellung
Urandicarbid kann durch Reaktion von Uran(IV)-oxid oder Uran(V,VI)-oxid mit Graphit im Vakuum bei 2400 °C gewonnen werden. Zur Herstellung keramischer Formkörper (z. B. Reaktorpellets) verpresst man die Ausgangsstoffe und sintert bei 2250 °C. Die stöchiometrische Zusammensetzung wird bei den Synthesen gewöhnlich nicht ganz erreicht. Normalerweise erhält man Präparate mit der Zusammensetzung UC1,85 bis UC1,9.
{\displaystyle {\ce {UO2 + 4 C -> UC2 + 2 CO}}}
{\displaystyle {\ce {U3O8 + 14 C -> 3 UC2 + 8 CO}}}
Die Reaktion eines stöchiometrischen Gemisches von Uran und Kohlenstoff bei 2400 °C liefert nur ein Reaktionsprodukt mit der Zusammensetzung UC1,85 bis UC1,94.
{\displaystyle {\ce {U + 2 C -> UC2}}}
Diurantricarbid kann durch Reaktion eines stöchiometrischen Gemisches von Uran(IV)-oxid oder Uran und Kohlenstoff bei 2400 °C gewonnen werden.
{\displaystyle {\ce {2 UO2 + 7 C -> U2C3 + 4 CO}}}
{\displaystyle {\ce {2 U + 3 C -> U2C3}}}
Ebenfalls möglich ist die Darstellung durch Reaktion von Uranmonocarbid mit Urandicarbid.
{\displaystyle {\ce {UC + UC2 -> U2C3}}}
Uranmonocarbid kann durch Reaktion eines stöchiometrischen Gemisches von Uran und Graphit gewonnen werden.
{\displaystyle {\ce {U + C -> UC}}}
Ebenfalls möglich ist die Darstellung durch Reaktion von Uran mit Methan bei 625 °C bis 900 °C.
{\displaystyle {\ce {U + CH4 -> UC + 2 H2}}}
Bei der Herstellung ist zu beachten, dass Urancarbide häufig durch Sauerstoff verunreinigt werden, wodurch Uranoxidcarbid-Mischkristalle UC1−xOx entstehen.

## Verwendung
Urancarbide werden in Hochtemperatur- und Brutreaktoren verwendet. Uranmonocarbid wurde als Reaktorbrennstoff im Kernkraftwerk Hallam und Urandicarbid im Block 1 des  Kernkraftwerk Peach Bottom verwendet. Sie wurden in den 1960er Jahren auch als Brennstoffe für nukleare Raumschiffantriebe getestet. Es wird auch der Einsatz von Mischverbindungen mit Niobcarbid, Tantalcarbid, Zirconiumcarbid und weiteren für Kernreaktoren untersucht. So kann beim Kernkraftwerk THTR-300 auch ein Gemisch aus Urandicarbid und Thoriumdicarbid als Brennstoff verwendet werden.